# Усі кути трикутника
«Усі кути трикутника» (повна назва — «Усі кути Трикутника. Апокриф мандрів Григорія Сковороди», робоча назва — «Андрогін»)  — роман українського письменника Володимира Єшкілєва 2011 року; опублікований у видавництві «Академія» 2012 року.
|  | Сковорода – це містик та езотерик. Це людина, яка обрала шлях гностика, тобто шлях пізнання Бога через його присутність. Це людина, яка відкинула те бачення Бога, яке пропонувала тодішня церква. Хто йшов проти цього канону, ризикував опинитися в церковній в’язниці. Сковорода все своє життя проходив під цією загрозою, однак Бог його милував |

| книги | Це незавершена стаття про книгу. Ви можете допомогти проєкту, виправивши або дописавши її. |

| Література Фантастика Українська література |